# Ljushult
Ljushult är kyrkbyn i Ljushults socken i Borås kommun, belägen cirka 20 kilometer sydost om centralorten Borås, nära riksväg 27 mot Gislaved, Värnamo, Växjö och Karlskrona. 
Ljushults kyrka finns på platsen, men efter järnvägens ankomst blev Aplareds stationssamhälle huvudort i socknen.

## Personer från Ljushult
- Per Flodin, kemist